# Corpuscularismo

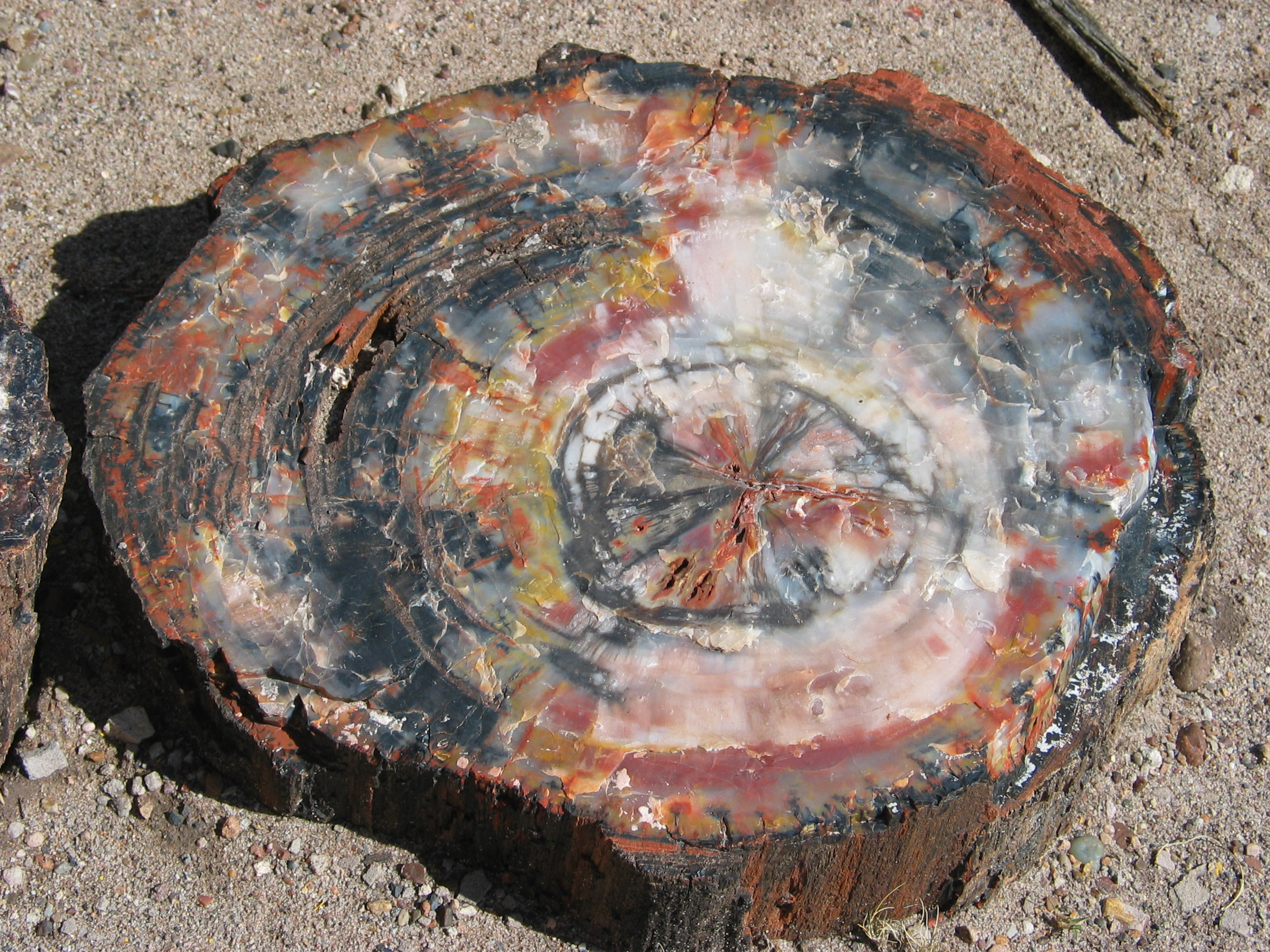
Corpuscularismo é a base da teoria fóssil através da mineralização e a compreensão de vários processos metalúrgicos, biológicos e geológicos.

Corpuscularismo é uma teoria física que supõe que toda a matéria é composta por partículas minúsculas. A teoria tornou-se importante no século XVII, entre seus principais líderes estão René Descartes, Pierre Gassendi, Isaac Newton, Robert Boyle e John Locke.

## Descrição
O corpuscularismo é semelhante à teoria do atomismo, exceto no ponto em que diz que os átomos são indivisíveis; no caso dos corpúsculos eles poderiam, em princípio, serem divididos. Desta forma foi teorizado, por exemplo, que o mercúrio poderia penetrar dentro dos metais e modificar sua estrutura interna, um passo no caminho para a produção de ouro por transmutação. O corpuscularismo foi associado pelos seus próprios líderes da ideia de que algumas propriedades que os materiais parecem ter são artefatos que nossa mente percebe: qualidades "secundárias" distinguidas de qualidades "primárias". Esta teoria foi dominante durante anos, Galileu escreveu sobre ela assim como Descartes e acabou se misturando com a alquimia no século XVII pelos cientistas Robert Boyle e Isaac Newton.
Em seu trabalho, The Sceptical Chymist (1661) Boyle abandonou as ideias aristotélicas dos elementos clássicos em favor do corpuscularismo. Em sua obra posterior, A Origem das Formas e Qualidades (1666), Boyle usou o corpuscularismo para explicar todos principais conceitos aristotélicos, o que marcou o aristolelismo tradicional.
Thomas Hobbes utilizou da teoria do corpuscularismo para justificar suas teorias políticas no seu famoso livro Leviatã. Foi utilizado por Isaac Newton em seu desenvolvimento sobre a teoria corpuscular da luz; e por Boyle para desenvolver sua filosofia corpuscular mecânica, que estabeleceu bases para a Revolução Química.

## Importância para o desenvolvimento da teoria científica moderna
Vários dos princípios que o corpuscularismo propôs tornaram-se princípios da química moderna; por exemplo:
- A ideia de que os compostos podem ter propriedades secundárias que diferem das propriedades dos elementos que são combinados para fazê-los, tornou-se a base da química molecular.
- A ideia de que os mesmos elementos podem ser previsivelmente combinados em proporções diferentes, utilizando métodos diferentes para criar compostos com propriedades radicalmente diferentes se tornou a base de estequiometria, cristalografia, e estabeleceu os estudos de síntese química.
- A capacidade de processos químicos para alterar a composição de um objeto, sem alterar significativamente a sua forma é a base da teoria fóssil através de mineralização e a compreensão de vários processos metalúrgicos, biológicos e geológicos.